# ジョン・アーロン・ローリンズ

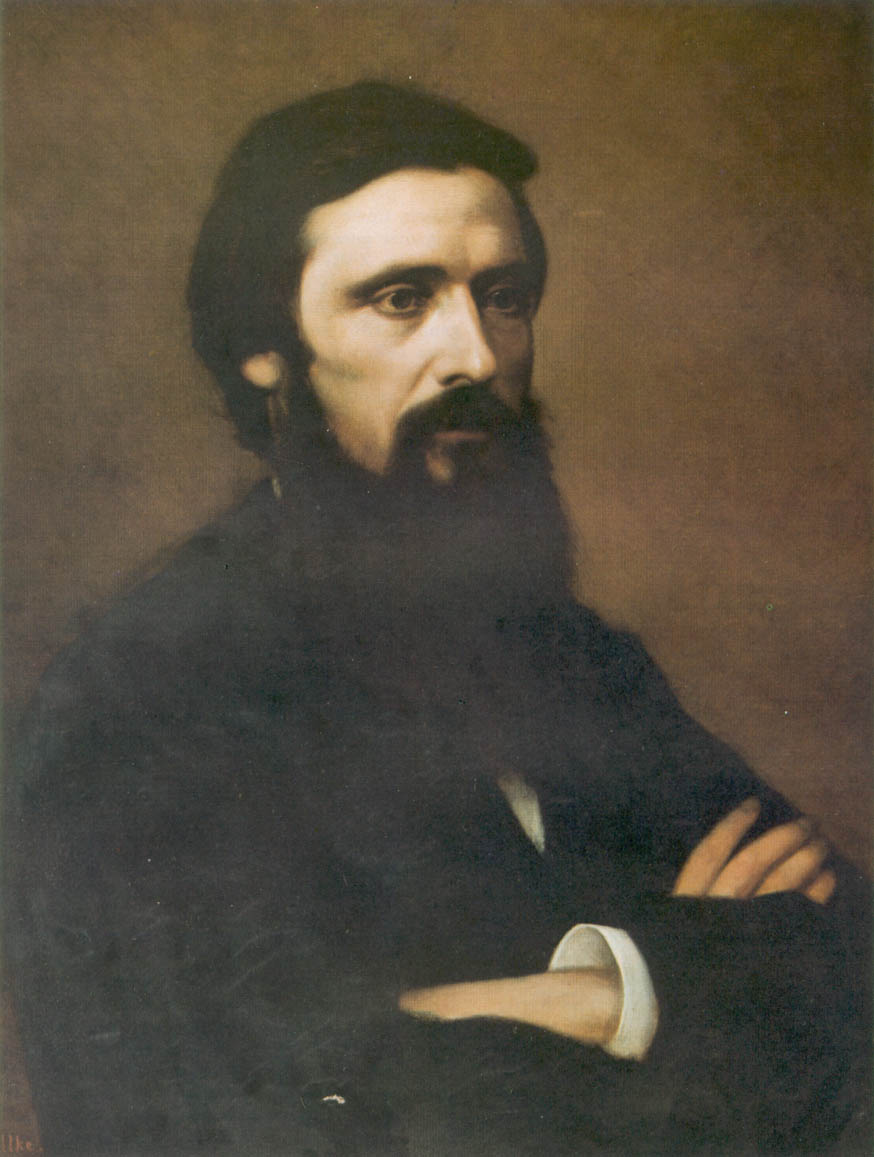
ジョン・アーロン・ローリンズ

ジョン・アーロン・ローリンズ（John Aaron Rawlins, 1831年2月13日 - 1869年9月6日）は、アメリカ合衆国の軍人、政治家。南北戦争では北軍の将軍を務め、戦後はユリシーズ・グラント大統領の下で第29代アメリカ合衆国陸軍長官を務めた。

## 生涯
1831年2月13日、ローリンズはイリノイ州ガリーナにおいて誕生した。ローリンズはマウントモリスにあるロックリヴァー神学校でおよそ1年半の教育を受けた。
その後ローリンズはガリーナでアイザック・スティーヴンズの法律事務所に入り、法律を学んだ。ローリンズは1854年に弁護士として認可を受けた。ローリンズはスティーヴンズと共同で法律事務所を経営した。弁護士事務所は後に、ローリンズとその弟子デイヴィッド・シーアンとの共同経営となった。ローリンズは1857年にガリーナの検事を務めた。またこの頃、ローリンズはアメリカ中西部の趨勢に同調し、民主党のスティーブン・ダグラスを支持した。

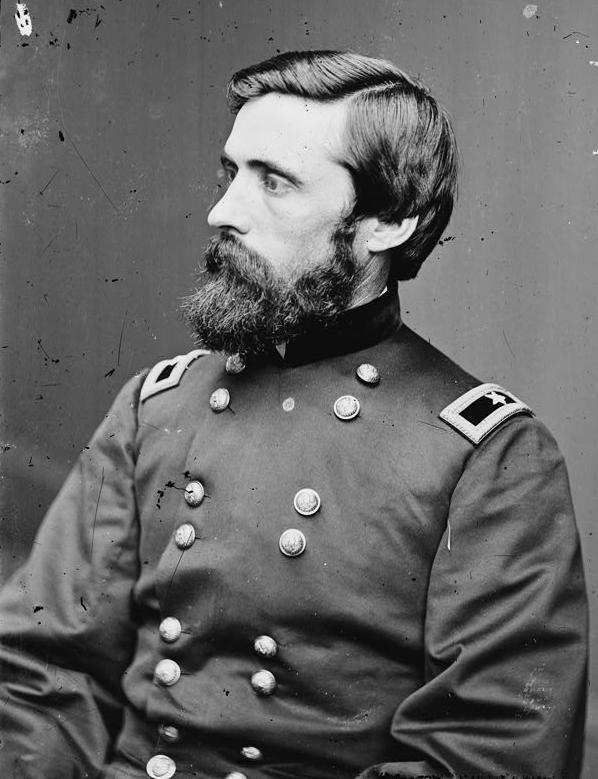
南北戦争期のローリンズ

1861年に南北戦争が開戦すると、ローリンズはユリシーズ・グラントと知り合った。グラントはイリノイ州ガリーナで兵士を募り、連隊を編成するところであった。ローリンズは志願兵としてグラントの下につき、副官として軍に参加した。1861年8月30日、ローリンズはグラントの要請により合衆国陸軍に大尉として加わり、グラントの指揮権下で副参謀補佐となった。ローリンズは南北戦争の大部分をグラントに随伴して過ごし、地位や職責を次第に高めていった。ローリンズはテネシー軍参謀長、ミシシッピ州軍事部参謀長などを歴任した。ローリンズは1862年5月14日に少佐、1862年11月1日に中佐となった。
ローリンズは細やかな配慮を欠かさない人物として知られていた。ローリンズはあらゆる手続きを遵守すべきという信念を持っていた。ローリンズは1863年8月11日に准将に昇進した。同時にグラントは大将に昇進し、合衆国陸軍全体を統括する立場となった。グラントはローリンズを、合衆国陸軍総司令部の首席補佐官として任命した。ローリンズは1865年2月24日に名誉少将に昇進し、続いて3月3日に正規軍の准将となった。そして4月9日、ローリンズは正規軍の名誉少将に昇進した。

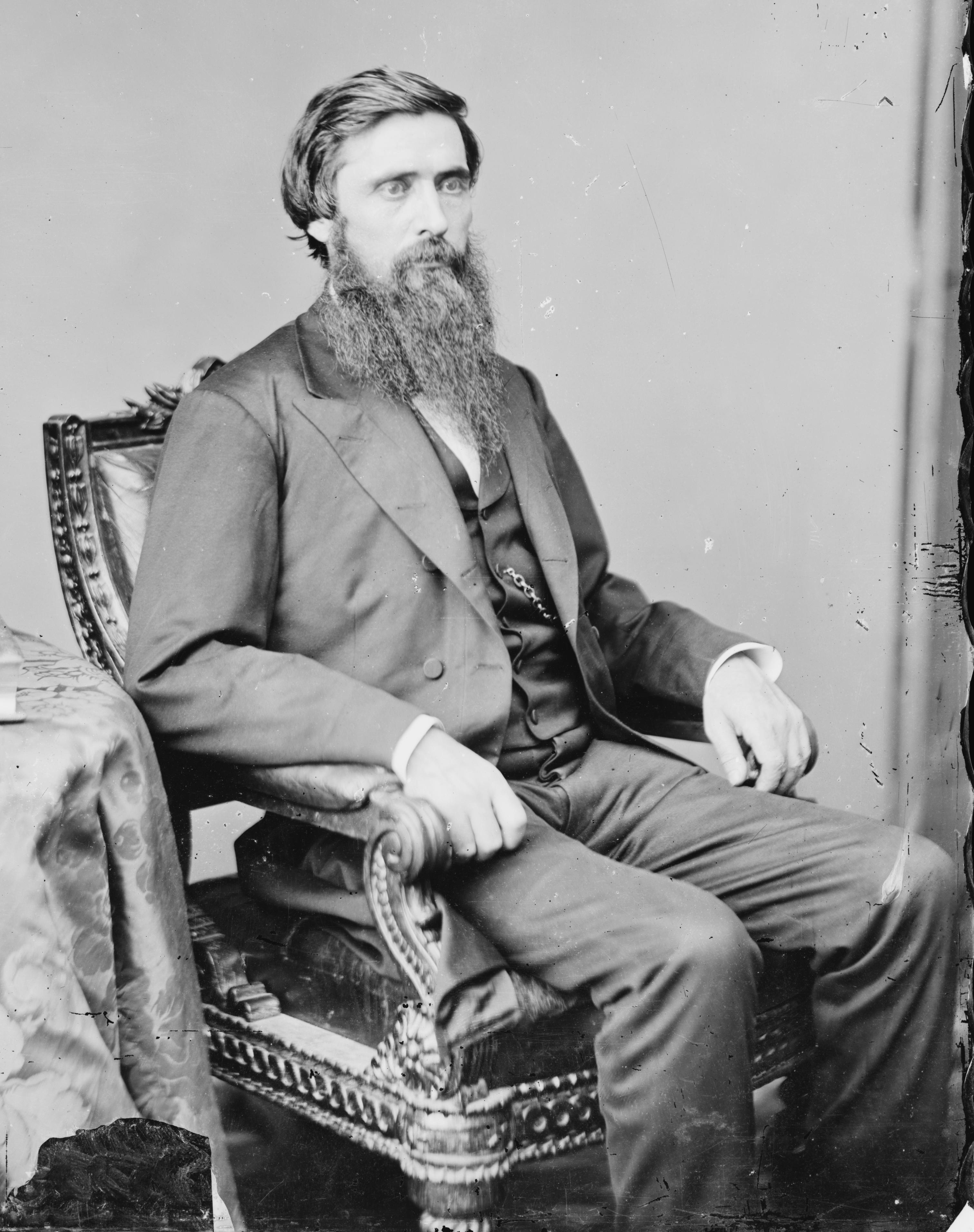
陸軍長官時代のローリンズ

ローリンズは南北戦争後もグラントの下に留まった。そしてグラントが大統領に当選すると、グラントはローリンズを陸軍長官に任命した。だがローリンズは間もなく結核に感染し、健康を損なった。主治医はローリンズに対し、アリゾナで静養することを勧めた。アリゾナの乾燥した砂漠気候が、病気の悪化を抑制すると判断したためであった。だがローリンズはその提案を断り、陸軍長官としてグラント大統領の側に留まることを希望した。
そして1869年9月6日、ローリンズはワシントンD.C.において死去した。ローリンズの遺体は議会墓地に埋葬され、その後アーリントン国立墓地の第2地区第1007区画に移葬された。

## ユリシーズ・グラントとの関係

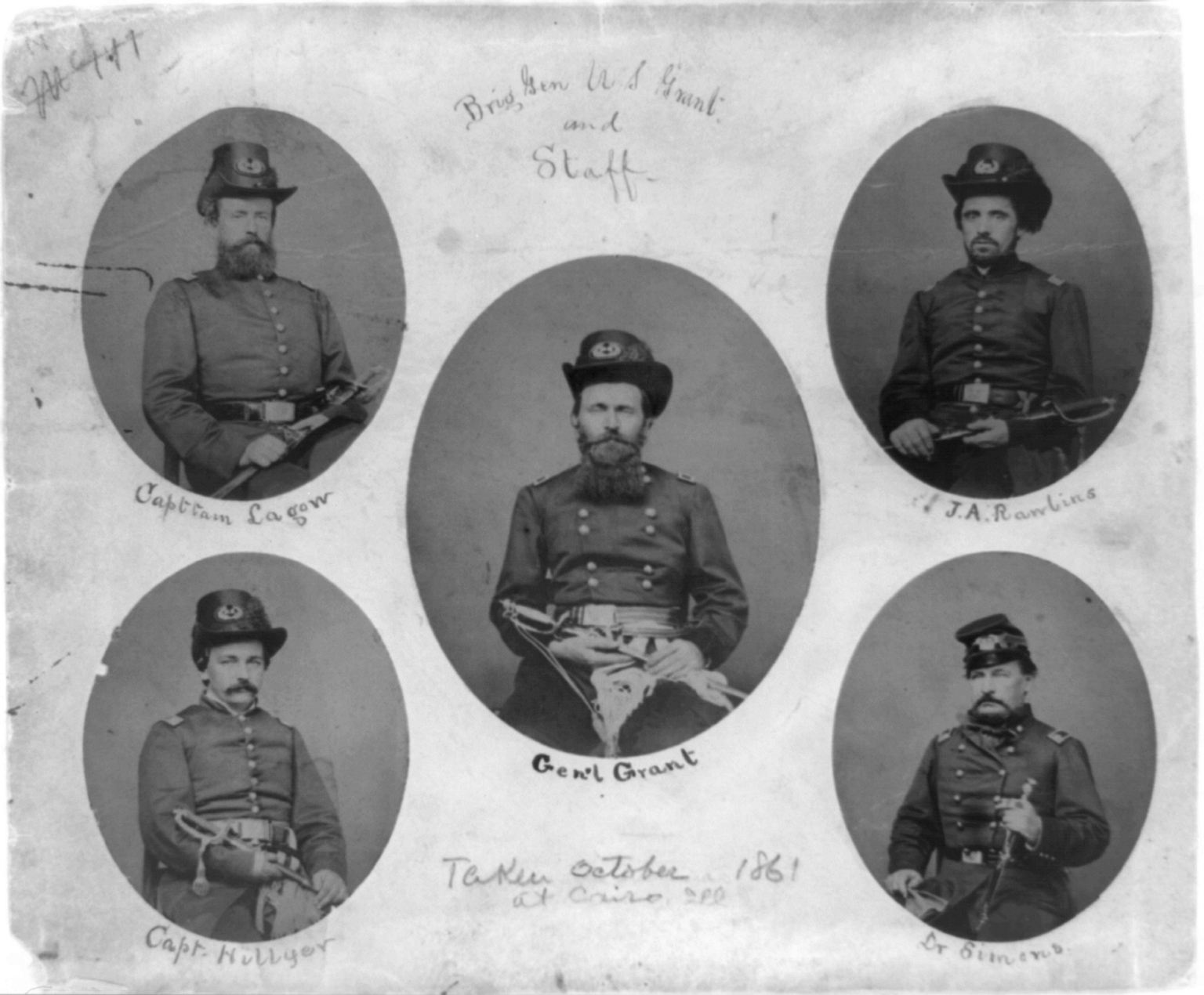
グラント将軍とそのスタッフ（中央がグラント、右上がローリンズ）

ローリンズは南北戦争中、グラントの対外的イメージを気にかけ、その維持に努めた。グラントは戦前、アルコール中毒でトラブルを起こしていた。この事実は、ローリンズがグラントに宛てた手紙において言及されている。ローリンズはグラントに対して、軍の指揮中は常に冷静さを維持するよう要求した。この手紙はグラントの死後の1891年頃に公開された。ローリンズはまた、次のようにも言及した。「私は、ワイン瓶を飲み干したあなたの姿を拝見した。あなたは皆と楽しげに飲んでいた。だがこのようなことは、しないでいただきたい」またローリンズはこの助言について「お気をつけてさえいただければ、何の問題もありません」とも付け加えた。その結果グラントは、重要な意思決定を行う際に、飲酒により正常ではない判断を下すことはなかった。
ローリンズが結核で死去したとき、グラントとローリンズの間に溝ができていたのではないかという噂が上がった。ローリンズの徹底したイメージ戦略に、グラントが辟易したのではないかという噂である。ローリンズが死去したとき、グラントは後任の陸軍長官としてウィリアム・シャーマンを暫定的に起用した。ローリンズは死の直前に書いた回想録の中で、次のように述べている。「グラントは戦後、私のことについて2回しか言及しなかった。それは、公人としての関係、および私人としての関係をないがしろにするものであった」かつてグラントの部下だったメンバーは、ローリンズのように忠実な人物をグラントが冷たくあしらったことに憤慨した。
歴史家のエヴァレット・ビーチ・ロングはグラントとローリンズの関係について、次のように解釈している。「グラントは自分の悪い習慣を指摘してくれるローリンズを保護者として尊敬していた。グラントは、ローリンズを賞賛し過ぎてしまうのではないかと、心配していたのかもしれない」

## 家族

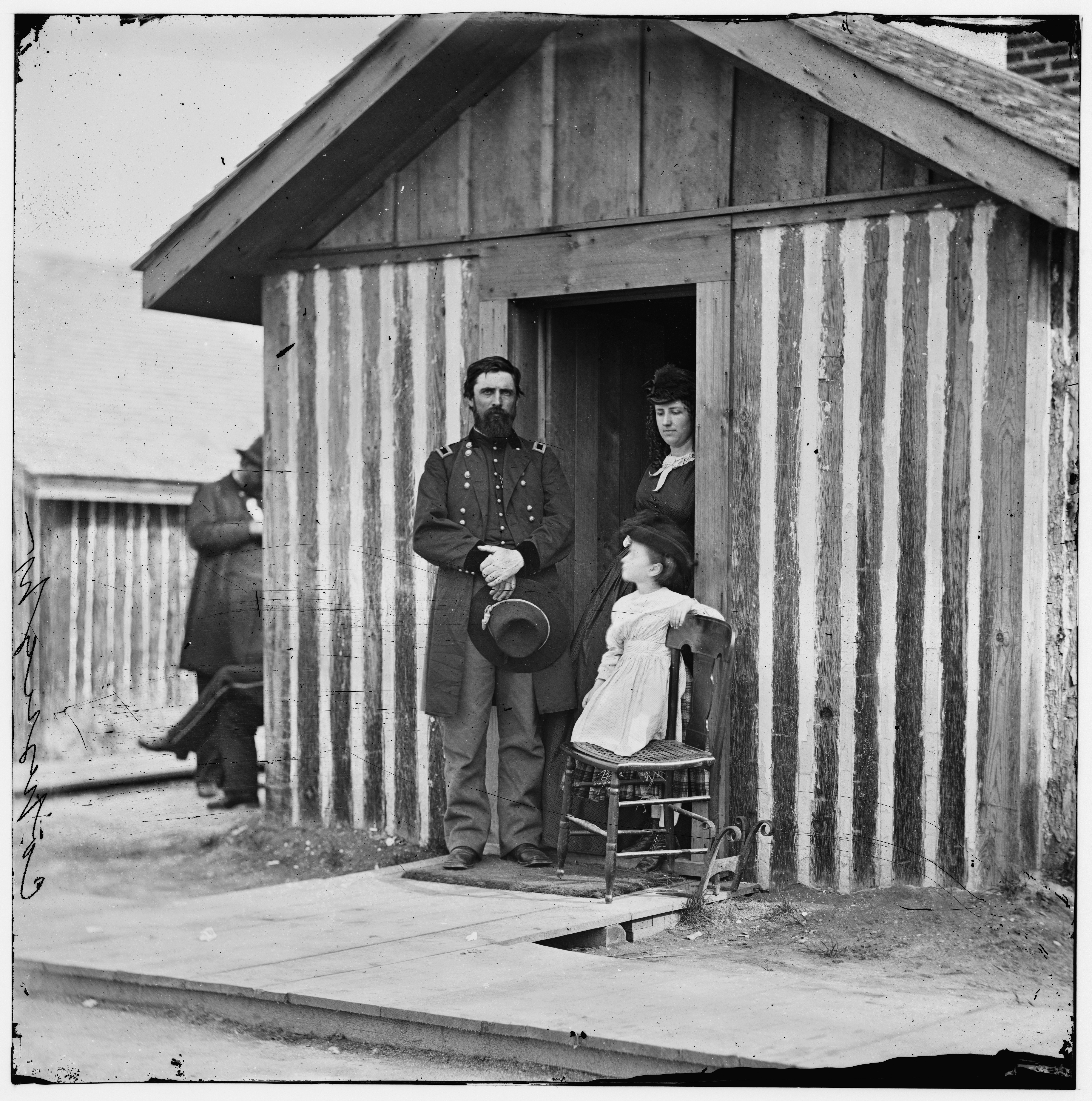
バージニア州シティポイントにて、妻子とともに

ローリンズの父親はジェイムズ・ドーソン・ローリンズ (James Dawson Rawlins, 1801-1878)、母親はルイザ・コリアー (Louisa Collier, 1803-????) であった。
ローリンズは1856年6月4日にエミリー・スミス (Emily Smith, 1833-1861) と結婚した。ローリンズはエミリーとの間に以下の子供をもうけた。
1. ジェイン・ルイザ・ローリンズ (Jane Louisa Rawlins)
2. ジェイムズ・ブラドナー・ローリンズ (James Bradner Rawlins)
3. エミリー・スミス・ローリンズ (Emily Smith Rawlins)

ローリンズは1863年12月24日にメアリー・エメリーン・ハールバート (Mary Emmeline Hurlburt, 1840-1874) と結婚した。ローリンズはメアリーとの間に以下の子供をもうけた。
1. メアリー・ローリンズ (Mary Rawlins)
2. ウィリー・ローリンズ (Willie Rawlins)
3. ヴァイオレット・ローリンズ (Violet Rawlins)